# Borya mirabilis
Borya mirabilis là một loài thực vật có hoa trong họ Boryaceae. Loài này được Churchill mô tả khoa học đầu tiên năm 1985.